# Canadian Lakes
Canadian Lakes es un lugar designado por el censo ubicado en el condado de Mecosta en el estado estadounidense de Míchigan. En el Censo de 2010 tenía una población de 2756 habitantes y una densidad poblacional de 99,82 personas por km².

## Geografía
Canadian Lakes se encuentra ubicado en las coordenadas 43°34′55″N 85°18′16″O / 43.58194, -85.30444. Según la Oficina del Censo de los Estados Unidos, Canadian Lakes tiene una superficie total de 27.61 km², de la cual 24.58 km² corresponden a tierra firme y (10.97%) 3.03 km² es agua.

## Demografía
Según el censo de 2010, había 2756 personas residiendo en Canadian Lakes. La densidad de población era de 99,82 hab./km². De los 2756 habitantes, Canadian Lakes estaba compuesto por el 97.17% blancos, el 0.76% eran afroamericanos, el 0.47% eran amerindios, el 0.36% eran asiáticos, el 0.07% eran isleños del Pacífico, el 0.11% eran de otras razas y el 1.05% pertenecían a dos o más razas. Del total de la población el 1.23% eran hispanos o latinos de cualquier raza.